# Долни Морин
Долни Морин (на сръбски: Доњи Морињ) е село в Черна гора, разположено в община Котор. Населението му според преброяването през 2011 г. е 224 души.

## Население
Численост на населението според преброяванията през годините:
- 1948 – 259 души
- 1953 – 247 души
- 1961 – 250 души
- 1971 – 243 души
- 1981 – 257 души
- 1991 – 245 души
- 2003 – 261 души
- 2011 – 224 души